# TITUS (proyecto)
El Thesaurus Indogermanischer Text- und Sprachmaterialien (abreviado como TITUS) es un proyecto científico internacional para la recopilación de textos originales relevantes de las lenguas indoeuropeas antiguas, que cuenta con el apoyo de las instituciones:
- Institut für Empirische Sprachwissenschaft de la Universidad Johann Wolfgang Goethe de Fráncfort
- Ústav starého Predního východu de la Universidad Carolina de Praga
- Almen og Anvendt Sprogvidenskab de la Universidad de Copenhague
- Departamento de Filología Clásica y Románica (Filología Griega) de la Universidad de Oviedo, España.

El director del proyecto es Jost Gippert, de Fránkfort.
El proyecto se lanzó en 1987 con el nombre de Thesaurus indogermanischer Textmaterialien auf Datenträgern. En 1990 se cambió el nombre al actual, a la vez que se ampliaba el objetivo original. Algunos de los textos del proyecto están disponibles en Internet desde 1995. Los textos que aún se están editando solo están disponibles para los miembros del proyecto.
El proyecto usa un tipo Unicode 4.0 llamado TITUS Cyberbit Basic y un mapa de teclado, que se distribuyen gratis para usos no comerciales, para cubrir las necesidades de los estudiosos en la escritura de las lenguas antiguas.